# تپه‌های شیخی‌آباد و جانی
تپه شیخی‌آباد یا بقولی تپه سیاه شیخی‌آباد، مربوط به دوران نوسنگی پیش‌ازسفال، دوران پیش از تاریخ ایران باستان، است که در منطقه دینور و در شهرستان صحنه، بخش مرکزی، روستای شیخی آباد واقع شده و این اثر در تاریخ ۳۰ تیر ۱۳۸۴ با شمارهٔ ثبت ۱۲۲۰۵ به‌عنوان یکی از آثار ملی ایران به ثبت رسیده‌است.

شیخی‌آباد و جانی در اطراف کرمانشاه

تپه‌های شیخی‌آباد و جانی متعلق به دوران نوسنگی در اطراف کرمانشاه قرار دارند. در پروژه زاگرس مرکزی که توسط ایران و انگلستان انجام می‌شود، به یافته‌های نوینی دست یافته‌اند.

## محوطه‌های باستانی شیخی‌آباد و جانی
پروژه باستان‌شناسی زاگرس مرکزی با شرکت انگلستان و ایران در دو تپهٔ شیخی‌آباد، واقع در شمال‌شرقی کرمانشاه و تپه جانی، در جنوب‌غربی کرمانشاه واقع در ناحیهٔ گرم‌تر نواحی کوه‌پایه‌ای بفاصله ۹۰ کیلومتر از یکدیگر، در سال ۲۰۰۸ انجام شده‌است.
در این کاوش باستان‌شناسی کشور انگلستان و ایران، در واقع شرق هلال حاصلخیز بررسی میدانی می‌شود. نواحی مرزی عراق از جمله زرزی، شیمشره و بسطان‌صور نیز کاوش می‌شود. این دو محوطه باستانی، شاخه‌ای از بررسی‌های دوره نوسنگی، شامل محوطه‌های تپه آسیاب، تپه سرآب، تپه گنج دره و تپه عبدالحسین در ایران و کریم‌شهیر و جامو در عراق می‌باشد.
در این بررسی، چندین هزاره به‌طور میدانی مورد پژوهش قرار می‌گیرد، از پلیستوسن پسین تا هولوسین پیشین (۱۳۰۰۰–۷۰۰۰ سال پیش از میلاد).
این محوطه‌های باستانی توسط محمدیفر، مترجم و عبدی مورد شناسایی قرار گرفته‌اند. بزرگی هر یک از این محوطه‌ها، چهار مرتبه وسیع‌تر از گنج‌دره می‌باشد. اهمیت این دو تپه باستانی بخاطر مدت طولانی اقامت انسان در حول و حوش ۹۸۰۰–۷۶۰۰ سال پیش از میلاد است؛ یعنی اقامت بیش از دو هزاره در یک مکان که منشأ گسترش تمدن است. این مسیر در رشته کوه زاگرس، بعدها در مسیر جاده ابریشم واقع می‌شود. این دو محوطه باستانی، اهمیتی اساسی در دانش بشری برای شناخت منشأ یکجانشینی، اهلی‌گری و کشاورزی و بررسی‌های میدانی آن فراهم می‌سازد. این دو محوطه، کهن‌ترین جامعه دوره نوسنگی در آسیا ی جنوب‌غربی می‌باشند. این بررسی دو هزارهٔ نخست هولوسین پیشین را شامل می‌شود.

## یافته‌ها
راجر متیو(به انگلیسی: Roger Matthews)، وندی متیو(به انگلیسی: Wendy Matthews) و یعقوب محمدیفر در عمل این پروژه را به پیش می‌برند.
در دو تپه مورد کاوش در شیخی‌آباد و جانی، در غارها و پناهگاه‌های صخره‌ای مورد مطالعه، کف گچی مشاهده شده‌است. حفاری‌ها در هر دو تپه تا عمق ده متری انجام شده‌است و برخی نرم‌تنان، انسان‌های دفن شده و همین‌طور بز و جمجمه گوسفند وحشی نیز کشف شده‌است. تحقیقات بیومولکولی از نشانگرهای زیستی مدفوع و تاریخ‌گذاری رادیوکربن نیز انجام شده‌است. سنگ‌نگاشته(گیاهی) (به انگلیسی: phytolith)‌ها و ماکروفسیل‌های گیاهی یافت شده، حاکی از استفادهٔ انسان از منابع گیاهی در این دو تپه است.
در این دو تپه، شواهد زندگی در دورهٔ نوسنگی پیش‌ازسفال و دوره نوسنگی‌سفال بدست آمده‌است.

## نگارخانه

پیکر کوچک گلی از تپه شیخی‌آباد
آویز حکاکی و سفته شده استخوانی از تپه شیخی‌آباد
نشان منقش گلی از تپه شیخی‌آباد
نمونه‌برداری از کف گچی در تپه جانی، برای تجزیه و تحلیل ریخت‌شناسی